# Pequena Taça do Mundo de 1975
A edição de 1975 foi a 13ª edição da Pequena Taça do Mundo.

## Participantes
| Participante      | Participação | Melhor Colocação |
| ----------------- | ------------ | ---------------- |
| Alemanha Oriental | 1ª           |                  |
| Rosario Central   | 1ª           |                  |
| Real Zaragoza     | 1ª           |                  |
| Boavista          | 1ª           |                  |

## Jogos
|  |                   |                   |          |   |  |  |                   |                   |   |  |
|  |                   |                   |          |   |  |  |                   |                   |   |  |
|  | Boavista          | Boavista          | 0 (5)    |   |  |  |                   |                   |   |  |
|  | Real Zaragoza     | Real Zaragoza     | 0 (4)    |   |  |  |                   |                   |   |  |
|  |                   |                   |          |   |  |  | Alemanha Oriental | Alemanha Oriental | 2 |  |
|  |                   | Boavista          | Boavista | 1 |  |  |                   |                   |   |  |
|  | Alemanha Oriental | Alemanha Oriental | 1        |   |  |  |                   |                   |   |  |
|  | Rosario Central   | Rosario Central   | 0        |   |  |  |                   |                   |   |  |

| Pequena Taça do Mundo de 1975          |
| -------------------------------------- |
| - Alemanha Oriental Campeã (1º Título) |

## Classificação Final
| Pos. | Clube             | Pts | J | V | E | D | GP | GC | SG |
| ---- | ----------------- | --- | - | - | - | - | -- | -- | -- |
| 1    | Alemanha Oriental | 4   | 2 | 2 | 0 | 0 | 2  | 1  | 1  |
| 2    | Boavista          | 1   | 2 | 1 | 1 | 1 | 1  | 2  | -1 |
| 3    | Real Zaragoza     | 1   | 1 | 1 | 1 | 0 | 0  | 0  | 0  |
| 4    | Rosario Central   | 0   | 1 | 0 | 0 | 1 | 0  | 1  | -1 |